# Šibenik
Šibenik (en italien Sebenico) est une ville et une municipalité de Croatie située en Dalmatie. Elle est le chef-lieu du comitat de Šibenik-Knin. Au recensement de 2011, la municipalité comptait 46 332 habitants, dont 94,02 % de Croates et la ville seule comptait 34 302 habitants.

## Histoire

### Histoire ancienne
Dans la localité de Danilo, se trouve un site archéologique important, qui atteste la présence humaine dès le néolithique. La céramique de Danilo a donné son nom à la "culture de Danilo" (4 800-3 900 av. J.-C.).
La ville est fondée au Xe siècle au bord d’une baie profonde à l’embouchure de la rivière Krka, elle est pour une courte période la capitale du Royaume croate. Le centre historique de la vieille ville est surplombé par la forteresse Saint-Michel. Le site reçoit le nom latin de "Sibinicum". En 1066, sous le règne de Petar Krešimir IV de Croatie, il est fait pour la première fois mention de la ville sous ce nom.

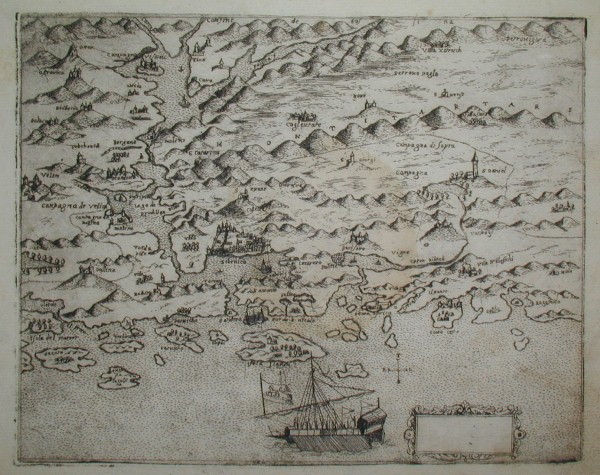
Plan de Šibenik par Martino Rota (en), fin XVIe siècle.
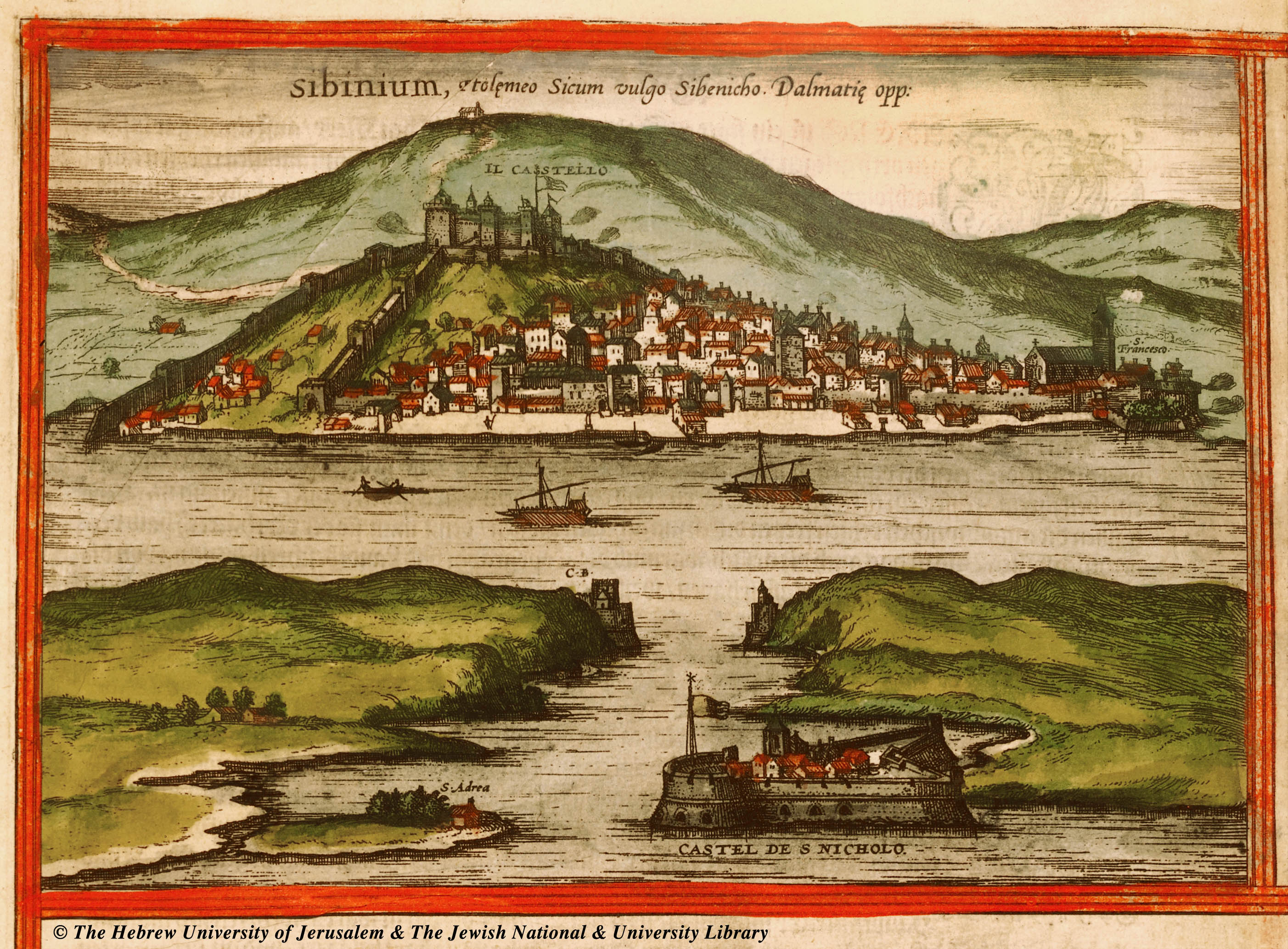
Panorama de Sebenìco, 1575.

La cathédrale Saint-Jacques, inscrite en 2000 sur la liste du patrimoine mondial de l'UNESCO, a été construite entre 1431 et 1535 par des artisans italiens (Francesco di Giacomo, Niccolò di Giovanni Fiorentino) et dalmates (Juraj Dalmatinac (v. 1420-1473) ; elle témoigne des échanges considérables qui se sont déroulés entre l'Italie du Nord, la Dalmatie et la Toscane du XVe au XVIe siècle dans le domaine des arts), et illustre la fusion réussie de l'art gothique et de la Renaissance. Elle fut en son temps le seul bâtiment d'Europe dont la voûte en pierre fut construite sans mortier ni charpente en bois. Novateur, Dalmatinac imagine une nouvelle méthode d'assemblage, sans joint, à l'aide de dalles de pierre taillées sur mesure et insérées dans des arcs doubleaux grâce à des languettes et des rainures. À sa mort, Nikola Firentinac (forme locale du nom Niccolò di Giovanni Fiorentino), fidèle à son projet, termine la partie supérieure. Elle porte aussi une frise ornée de soixante et onze portraits sculptés de femmes, d'hommes et d'enfants. Fait remarquable, la cathédrale Saint-Jacques compte parmi les tout premiers édifices de la première Renaissance bâtis hors d'Italie.
Giorgio Schiavone, un peintre croate qui vécut en Italie, s'y installa à partir de 1463, tout en se rendant de temps en temps à Padoue. Il est mort le 6 décembre 1504. On peut voir une de ses œuvres, une Vierge à l'Enfant dans le monastère Saint-Laurent.
La ville de Šibenik possède également un autre site inscrit, en 2017, sur la liste du patrimoine mondial par l'UNESCO, il s'agit de la forteresse Saint-Nicolas (Tvrđava Sv. Nikole en croate).
La forteresse Saint-Nicolas a été construite durant le XVIe siècle sur le côté gauche de l'entrée du canal Saint-Antoine (Sv. Ante), sur l'île appelée Ljuljevac. La forteresse Saint-Nicolas tire son nom du monastère bénédictin dédié à saint Nicolas, qui se trouvait sur l'île avant d'être démoli pour faire place à la forteresse. À la demande de la population croate de Šibenik, le capitaine vénitien Alojzije de Canal a décidé de construire un fort sur une île de Ljuljevac le 30 avril 1525. La forteresse a été conçue et construite par le célèbre architecte et bâtisseur vénitien Hyeronimus di San Michaela. Son utilité initiale est d'empêcher les bateaux turcs d'atteindre le port. Armée avec 32 canons, sa taille et son aspect contribuent également à son caractère dissuasif.
Au total il y a quatre forteresses dans la ville de Šibenik :
- La forteresse Saint-Nicolas (Tvrđava Sv. Nikole)
- La forteresse Saint-Michel (Tvrđava Sv. Mihovila)
- La forteresse Saint-Jean (Tvrđava Sv. Ivana)
- La forteresse Šubićevac (Tvrđava Šubićevac ou Tvrđava Barone)

### Histoire moderne
Les Turcs la convoitèrent longtemps avant que les Autrichiens ne l'occupent. Puis les Français l'occupèrent pendant une huitaine d'années à la suite du traité de Presbourg (1805). Les Austro-Hongrois qui ont succédé aux troupes de Napoléon Ier gardèrent le pouvoir jusqu'en 1918, année à la fin de laquelle la ville passe sous domination italienne. En 1921, à la suite du traité de Rapallo Šibenik fut rattachée au royaume des Serbes, Croates et Slovènes. Toutefois, la guerre de 1939-1945 devait ramener l'occupant italien.

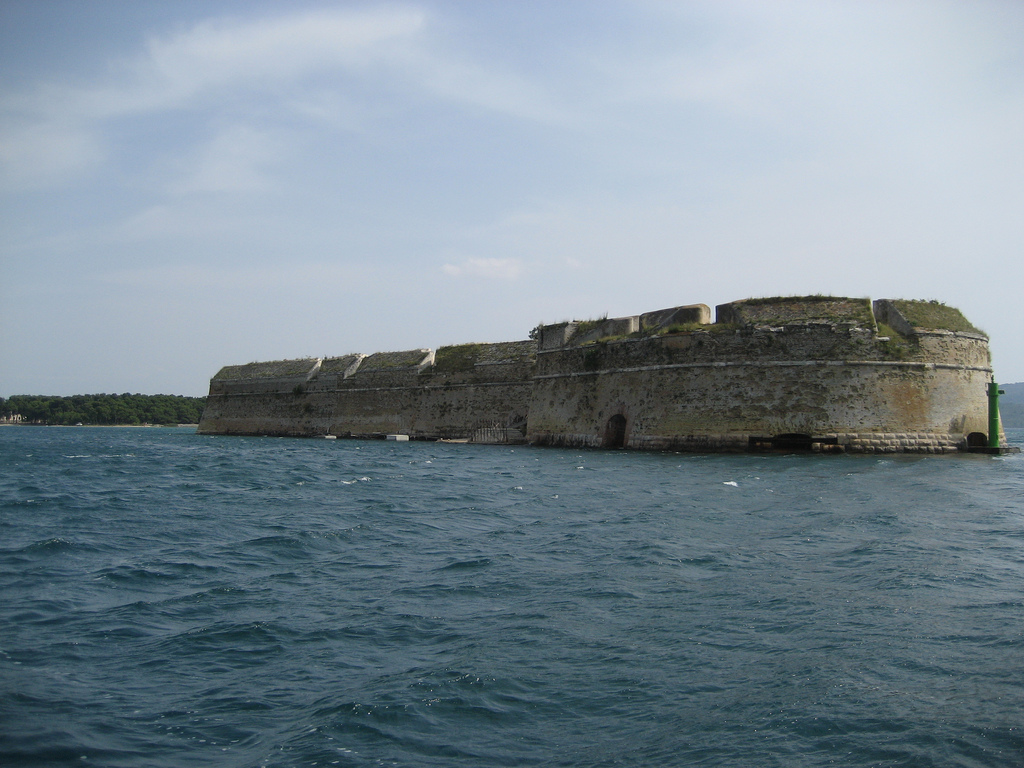
Forteresse Saint Nicolas
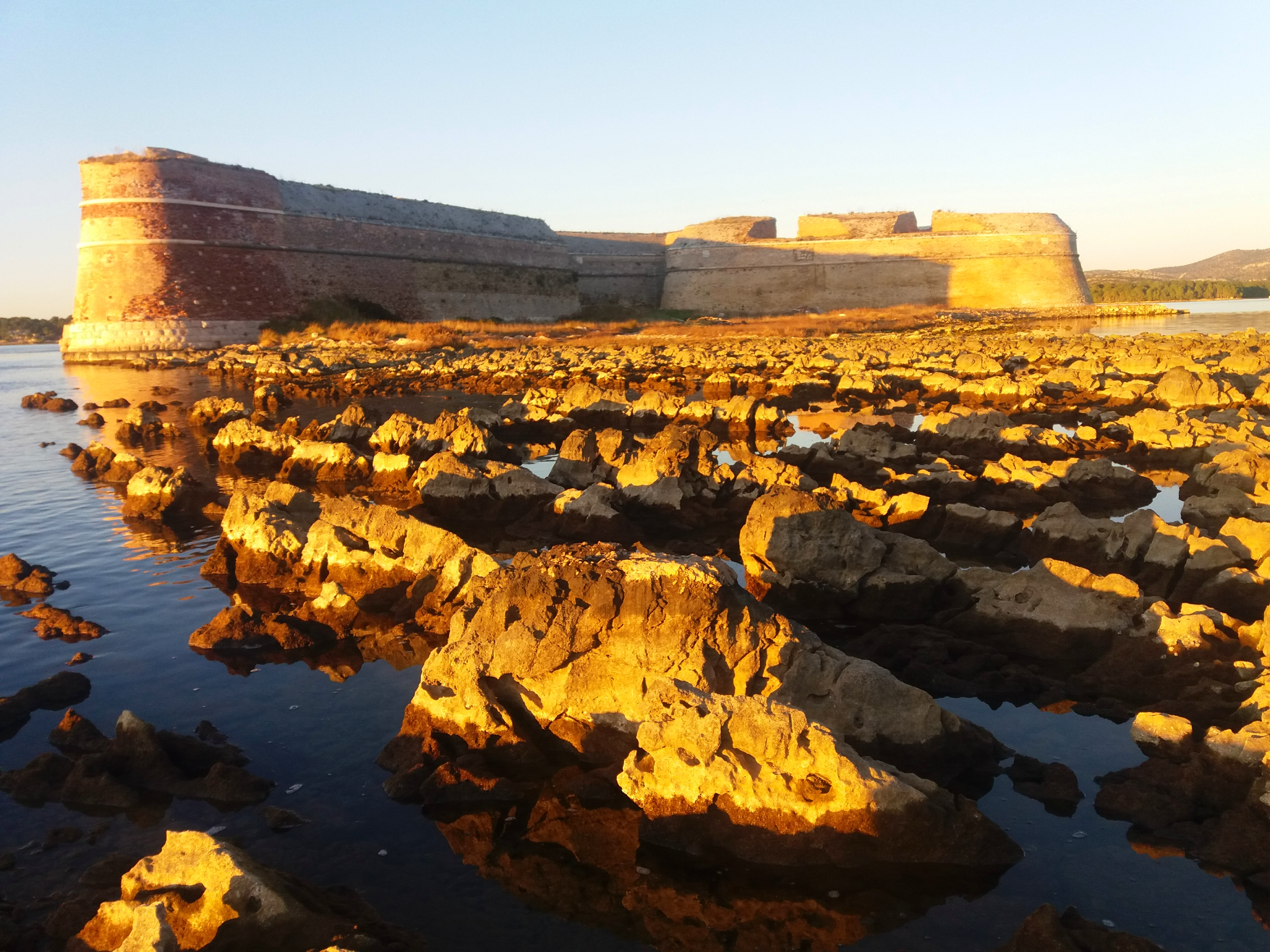
La forteresse Saint Nicolas à Šibenik. Janvier 2020.
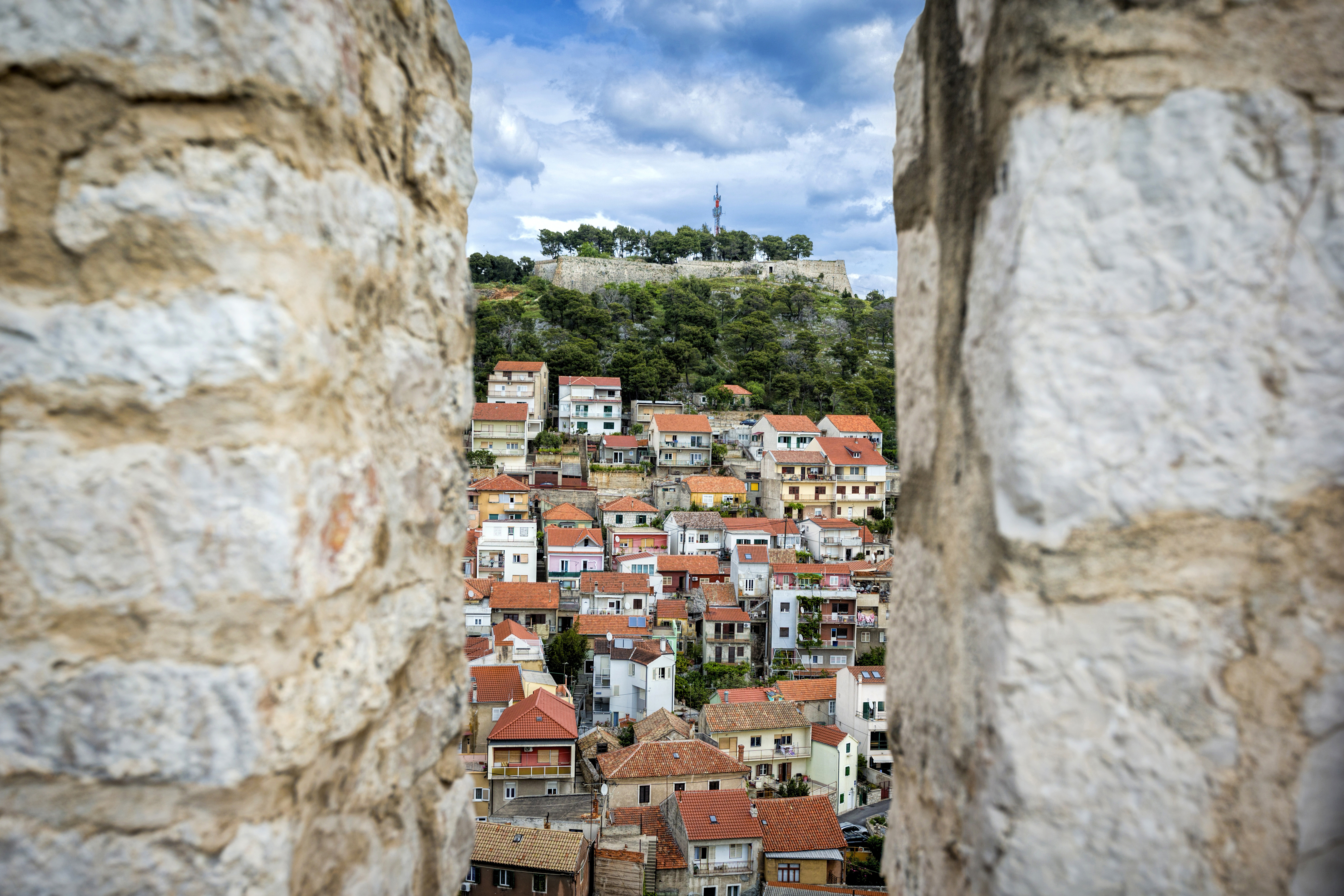
La forteresse Saint Jean (Sveti Ivan) à travers les murs de la forteresse Saint Michel (Sveti Mihovil) à Šibenik. Mai 2016.

## Localités
La municipalité de Šibenik compte 32 localités :
- Boraja
- Brnjica
- Brodarica
- Čvrljevo
- Danilo
- Danilo Biranj
- Danilo Kraljice
- Donje Polje
- Dubrava
- Goriš
- Gradina
- Grebaštica
- Jadrtovac
- Kaprije
- Konjevrate
- Krapanj
- Lepenica
- Lozovac
- Mravnica
- Perković
- Podine
- Radonić
- Raslina
- Sitno Donje
- Slivno
- Šibenik
- Vrpolje
- Vrsno
- Zaton
- Zlarin
- Žaborić
- Žirje

## Personnalités nées à Šibenik
- Natale Bonifacio (1538-1592) graveur ;
- Roberto de Visiani, (1800-1878) botaniste ;
- Niccolò Tommaseo, (1802-1874) écrivain et linguiste italien ;
- Roberto Ferruzzi, (1853-1934) artiste peintre ;
- Ester Mazzoleni (it) (1883-1982) soprano italienne ;
- Petar Guberina, (1913-2005) écrivain et linguiste croate ;
- Petar Nadoveza (1942-2023), joueur de football croate ;
- Dražen Petrović, (1964-1993) joueur de basket-ball ;
- Goran Višnjić, (1972) acteur mondialement connu[réf. nécessaire] ;
- Maksim Mrvica, (1975) pianiste ;
- Petra Štampalija, (1980) joueuse de basket-ball ;
- Dario Šarić, (1994) joueur croate de basket-ball.

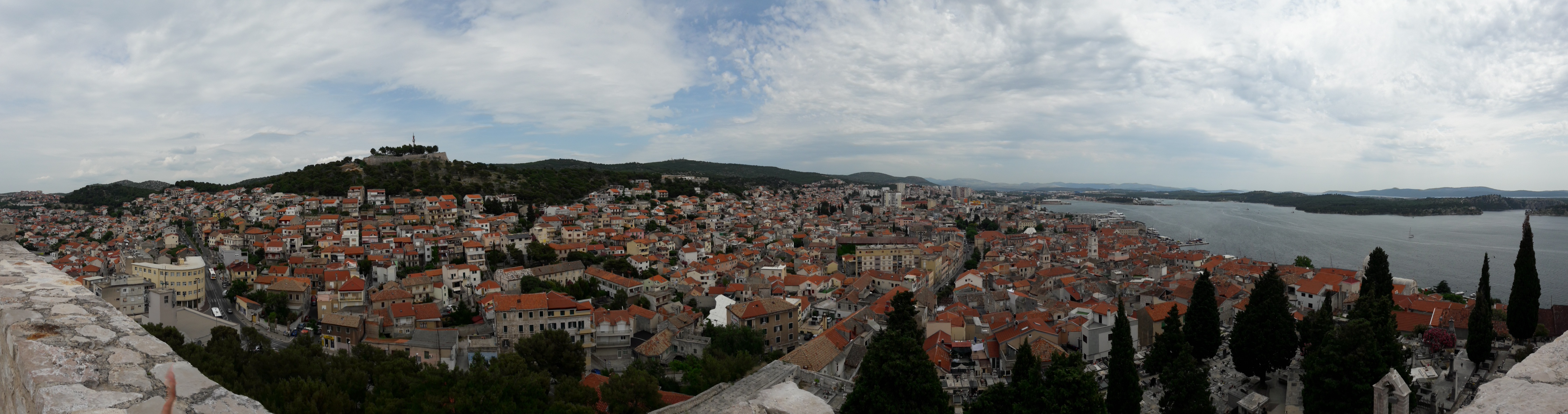
Vue Sud de Šibenik depuis la forteresse Saint Michel

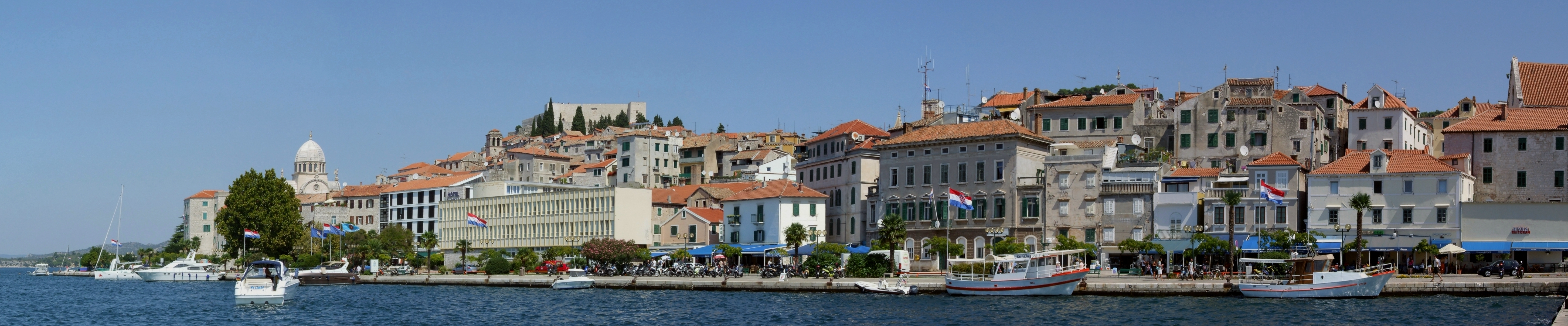
Panorama de Šibenik

## Jumelages
La ville de Šibenik est jumelée avec :
- Voiron (France)
- Arrondissement de Herford (Allemagne)
- San Benedetto del Tronto (Italie)
- Civitanova Marche (Italie)
- Bassano del Grappa (Italie)
- Veszprém (Hongrie)
- Humenné (Slovaquie)
- Vukovar (Croatie)
- Sinj (Croatie)
- Trogir (Croatie)